# Chris Moore
Chris Moore (Tampa, Florida, 16 de junio de 1993) es un jugador profesional estadounidense de fútbol americano que se desempeña en la posición de wide receiver en Tennessee Titans, equipo de la National Football League (NFL).

## Carrera
Fue seleccionado en la cuarta ronda en la Reunión Anual de Selección de Jugadores de la NFL de 2016. Hizo su debut profesional con el equipo Baltimore Ravens, en el cual jugó cinco temporadas (2016-2021), después pasó a Houston Texans (2021-2023), luego a Tennessee Titans, donde lleva jugando una temporada.